# Lista de voos espaciais tripulados (2020-2029)
Lista de voos orbitais tripulados que ocorreram no período entre 2020 (Soyuz MS-16) e 2025 e o tempo desde quando eles ocorreram.

## Lista
| Nº                                                          | Lançamento              | Aterrissagem Amerissagem   | Duração          | Missão      | Nave Destino                  | Local de lançamento | Local de aterrissagem amerissagem | Tripulação | Ref.                 |
| ----------------------------------------------------------- | ----------------------- | -------------------------- | ---------------- | ----------- | ----------------------------- | ------------------- | --------------------------------- | ---------- | -------------------- |
| 5 anos, 4 meses e 5 dias Desde o lançamento da Soyuz MS-16. |                         |                            |                  |             |                               |                     |                                   |            |                      |
| 2020                                                        |                         |                            |                  |             |                               |                     |                                   |            |                      |
| 317                                                         | 09.04.2020 08:05:06 UTC | 22.10.2020 02:54:36 UTC    | 195d 18h 49m 30s | Soyuz MS-16 | Soyuz MS 11F732A48 #745       | Baikonur 31/6       | Distrito de Zhanaarka             |            | [ 1 ]                |
| 317                                                         | 5 anos                  | 4 anos                     | 195d 18h 49m 30s | CEAER       | EEI                           | Baikonur 31/6       | Distrito de Zhanaarka             |            | [ 1 ]                |
| 318                                                         | 30.05.2020 19:22:45 UTC | 02.08.2020 18:47:48 UTC    | 63d 23h 25m 03s  |             | Endeavour C206.1              | Kennedy LC-39A      | Golfo do México                   |            | [ 2 ] [ 3 ]          |
| 318                                                         | 5 anos                  | 5 anos                     | 63d 23h 25m 03s  | SpX/NASA    | EEI                           | Kennedy LC-39A      | Golfo do México                   |            | [ 2 ] [ 3 ]          |
| 319                                                         | 14.10.2020 05:45:04 UTC | 17.04.2021 04:55:12 UTC    | 184d 23h 10m 08s | Soyuz MS-17 | Soyuz MS 11F732A48 #747       | Baikonur 31/6       | Distrito de Zhanaarka             |            | [ 4 ]                |
| 319                                                         | 4 anos                  | 4 ano(s)                   | 184d 23h 10m 08s | CEAER       | EEI                           | Baikonur 31/6       | Distrito de Zhanaarka             |            | [ 4 ]                |
| 320                                                         | 16.11.2020 00:27:17 UTC | 02.05.2021 06:56:45 UTC    | 167d 06h 29m 28s |             | Resilience C207.1             | Kennedy LC-39A      | Golfo do México                   |            | [ 5 ] [ 3 ]          |
| 320                                                         | 4 anos                  | 4 ano(s)                   | 167d 06h 29m 28s | SpX/NASA    | EEI                           | Kennedy LC-39A      | Golfo do México                   |            | [ 5 ] [ 3 ]          |
| 2021                                                        |                         |                            |                  |             |                               |                     |                                   |            |                      |
| 321                                                         | 09.04.2021 07:42:40 UTC | 17.10.2021 04:35:42 UTC    | 190d 20h 53m 02s | Soyuz MS-18 | Yu.A. Gagarin 11F732A48 #748  | Baikonur 31/6       | Distrito de Zhanaarka             |            | [ 6 ] [ 7 ] [ 8 ]    |
| 321                                                         | 4 ano(s)                | 3 ano(s)                   | 190d 20h 53m 02s | CEAER       | EEI                           | Baikonur 31/6       | Distrito de Zhanaarka             |            | [ 6 ] [ 7 ] [ 8 ]    |
| 322                                                         | 23.04.2021 09:49:02 UTC | 09.11.2021 03:33:07 UTC    | 199d 17h 44m 05s |             | Endeavour C206.2              | Kennedy LC-39A      | Golfo do México                   |            | [ 9 ] [ 3 ] [ 10 ]   |
| 322                                                         | 4 ano(s)                | 3 ano(s)                   | 199d 17h 44m 05s | SpX/NASA    | EEI                           | Kennedy LC-39A      | Golfo do México                   |            | [ 9 ] [ 3 ] [ 10 ]   |
| 323                                                         | 17.06.2021 01:22:31 UTC | 17.09.2021 05:34:09 UTC    | 92d 04h 11m 37s  | Shenzhou 12 | Shenzhou-12                   | Jiuquan LA-4/SLS-1  | Ejin Banner                       |            | [ 11 ]               |
| 323                                                         | 4 ano(s)                | 3 ano(s)                   | 92d 04h 11m 37s  | CMSA        | EET                           | Jiuquan LA-4/SLS-1  | Ejin Banner                       |            | [ 11 ]               |
| 324                                                         | 16.09.2021 00:02:56 UTC | 18.09.2021 23:06:49 UTC    | 2d 23h 03m 53s   |             | Resilience C207.2             | Kennedy LC-39A      | Oceano Atlântico                  |            | [ 12 ] [ 13 ] [ 3 ]  |
| 324                                                         | 3 ano(s)                | 3 ano(s)                   | 2d 23h 03m 53s   | SpX/Shift4  | OTB                           | Kennedy LC-39A      | Oceano Atlântico                  |            | [ 12 ] [ 13 ] [ 3 ]  |
| 325                                                         | 05.10.2021 08:55:02 UTC | 30.03.2022 11:28:36 UTC    | 176d 02h 33m 34s | Soyuz MS-19 | Soyuz MS 11F732A48 #749       | Baikonur 31/6       | Distrito de Zhanaarka             |            | [ 14 ] [ 15 ]        |
| 325                                                         | 3 ano(s)                | 3 ano(s)                   | 176d 02h 33m 34s | CEAER       | EEI                           | Baikonur 31/6       | Distrito de Zhanaarka             |            | [ 14 ] [ 15 ]        |
| 326                                                         | 15.10.2021 16:23:44 UTC | 16.04.2022 01:56:37 UTC    | 182d 09h 32m 41s | Shenzhou 13 | Shenzhou-13                   | Jiuquan LA-4/SLS-1  | Ejin Banner                       |            | [ 16 ]               |
| 326                                                         | 3 ano(s)                | 3 ano(s)                   | 182d 09h 32m 41s | CMSA        | EET                           | Jiuquan LA-4/SLS-1  | Ejin Banner                       |            | [ 16 ]               |
| 327                                                         | 11.11.2021 02:03:30 UTC | 06.05.2022 04:43:23 UTC    | 176d 02h 39m 30s |             | Endurance C210.1              | Kennedy LC-39A      | ~Golfo do México                  |            | [ 17 ] [ 3 ] [ 18 ]  |
| 327                                                         | 3 ano(s)                | 3 ano(s)                   | 176d 02h 39m 30s | SpX/NASA    | EEI                           | Kennedy LC-39A      | ~Golfo do México                  |            | [ 17 ] [ 3 ] [ 18 ]  |
| 328                                                         | 08.12.2021 07:38:15 UTC | 20.12.2021 03:13:18 UTC    | 11d 19h 35m 03s  | Soyuz MS-20 | Soyuz MS 11F732A48 #752       | Baikonur 31/6       | Distrito de Zhanaarka             |            | [ 19 ] [ 20 ]        |
| 328                                                         | 3 ano(s)                | 3 ano(s)                   | 11d 19h 35m 03s  | CEAER       | EEI                           | Baikonur 31/6       | Distrito de Zhanaarka             |            | [ 19 ] [ 20 ]        |
| 2022                                                        |                         |                            |                  |             |                               |                     |                                   |            |                      |
| 329                                                         | 18.03.2022 15:55:19 UTC | 29.09.2022 10:57:11 UTC    | 194d 19h 01m 42s | Soyuz MS-21 | Korolev 11F732 #750           | Baikonur 31/6       | Distrito de Zhanaarka             |            | [ 21 ] [ 22 ] [ 23 ] |
| 329                                                         | 3 ano(s)                | 2 ano(s)                   | 194d 19h 01m 42s | CEAER       | EEI                           | Baikonur 31/6       | Distrito de Zhanaarka             |            | [ 21 ] [ 22 ] [ 23 ] |
| 330                                                         | 08.04.2022 15:17:11 UTC | 25.04.2022 17:06:23 UTC    | 17d 01h 49m 11s  |             | Endeavour C207.3              | Kennedy LC-39A      | ~Oceano Atlântico                 |            | [ 24 ] [ 3 ] [ 25 ]  |
| 330                                                         | 3 ano(s)                | 3 ano(s)                   | 17d 01h 49m 11s  | SpX/AxS     | EEI                           | Kennedy LC-39A      | ~Oceano Atlântico                 |            | [ 24 ] [ 3 ] [ 25 ]  |
| 331                                                         | 27.04.2022 07:52:47 UTC | 14.10.2022 20:55:27 UTC    | 170d 13h 02m 05s |             | Freedom (C212.1)              | Kennedy LC-39A      | ~Oceano Atlântico Norte           |            | [ 26 ] [ 3 ] [ 27 ]  |
| 331                                                         | 3 ano(s)                | 2 ano(s)                   | 170d 13h 02m 05s | SpX/NASA    | EEI                           | Kennedy LC-39A      | ~Oceano Atlântico Norte           |            | [ 26 ] [ 3 ] [ 27 ]  |
| 332                                                         | 05.06.2022 02:44:10 UTC | 04.12.2022 12:07 UTC       | 182d 09h 22m 50s | Shenzhou 14 | Shenzhou-14                   | Jiuquan LA-4/SLS-1  | Ejin Banner                       |            | [ 28 ]               |
| 332                                                         | 3 ano(s)                | 2 ano(s)                   | 182d 09h 22m 50s | CMSA        | EET                           | Jiuquan LA-4/SLS-1  | Ejin Banner                       |            | [ 28 ]               |
| 333                                                         | 21.09.2022 13:54:49 UTC | 28.03.2023 11:45:58 UTC    | 187d 21h 51m 09s | Soyuz MS-22 | K. E. Tsiolkovsky 11F732 #751 | Baikonur 31/6       | Sudeste de Zhezkazgan             |            | [ 29 ] [ 30 ]        |
| 333                                                         | 2 ano(s)                | 2 ano(s)                   | 187d 21h 51m 09s | CEAER       | EEI                           | Baikonur 31/6       | Sudeste de Zhezkazgan             |            | [ 29 ] [ 30 ]        |
| 334                                                         | 05.10.2022 16:00:56 UTC | 12.03.2023 02:02 UTC       | 157d 10h 01m 03s |             | Endurance (C210.2)            | Kennedy LC-39A      | ~Golfo do México                  |            | [ 31 ] [ 3 ] [ 32 ]  |
| 334                                                         | 2 ano(s)                | 2 ano(s)                   | 157d 10h 01m 03s | SpX/NASA    | EEI                           | Kennedy LC-39A      | ~Golfo do México                  |            | [ 31 ] [ 3 ] [ 32 ]  |
| 335                                                         | 29.11.2022 15:08:14 UTC | 03.06.2023 22:33 UTC       | 186d 07h 24m 43s | Shenzhou 15 | Shenzhou-15                   | Jiuquan LA-4/SLS-1  | Ejin Banner                       |            | [ 33 ]               |
| 335                                                         | 2 ano(s)                | 2 ano(s)                   | 186d 07h 24m 43s | CMSA        | EET                           | Jiuquan LA-4/SLS-1  | Ejin Banner                       |            | [ 33 ]               |
| 2023                                                        |                         |                            |                  |             |                               |                     |                                   |            |                      |
| —                                                           | 24.02.2023 00:24:29 UTC | 27.09.2023 11:17:33 UTC    | 215d 10h 53m 04s | Soyuz MS-23 | Soyuz MS 11F732 #754          | Baikonur 31/6       | Sudeste de Dzhezkazgan            |            | [ 34 ] [ 35 ] [ 36 ] |
| —                                                           | 2 ano(s)                | 1 ano(s)                   | 215d 10h 53m 04s | CEAER       | EEI                           | Baikonur 31/6       | Sudeste de Dzhezkazgan            |            | [ 34 ] [ 35 ] [ 36 ] |
| 336                                                         | 02.03.2023 05:34:14 UTC | 04.09.2023 04:17 UTC       | 185d 22h 42m 46s |             | Endeavour (C206.4)            | Kennedy LC-39A      | ~Oceano Atlântico Norte           |            | [ 37 ] [ 3 ] [ 38 ]  |
| 336                                                         | 2 ano(s)                | 1 ano(s)                   | 185d 22h 42m 46s | SpX/NASA    | EEI                           | Kennedy LC-39A      | ~Oceano Atlântico Norte           |            | [ 37 ] [ 3 ] [ 38 ]  |
| 337                                                         | 21.05.2023 21:37:09 UTC | 31.05.2023 03:04 UTC       | 9d 05h 26m 51s   |             | Freedom (C212.2)              | Kennedy LC 39A      | Golfo do México                   |            | [ 39 ] [ 40 ]        |
| 337                                                         | 2 ano(s)                | 2 ano(s)                   | 9d 05h 26m 51s   | SpX/AxS     | EEI                           | Kennedy LC 39A      | Golfo do México                   |            | [ 39 ] [ 40 ]        |
| 338                                                         | 30.05.2023 01:31:13 UTC | 31.10.2023 00:11:32 UTC    | 153d 22h 40m 19s | Shenzhou 16 | Shenzhou-16                   | Jiuquan LA-4/SLS-1  | Ejin Banner                       |            | [ 41 ]               |
| 338                                                         | 2 anos                  | 1 anos                     | 153d 22h 40m 19s | CMSA        | EET                           | Jiuquan LA-4/SLS-1  | Ejin Banner                       |            | [ 41 ]               |
| 339                                                         | 26.08.2023 07:27:27 UTC | 12.03.2024 09:47 UTC       | 199d 02h 19h 33s |             | Endurance (C210.3)            | Kennedy LC-39A      | Golfo do México                   |            | [ 42 ] [ 43 ]        |
| 339                                                         | 1 anos                  | 1 anos                     | 199d 02h 19h 33s | SpX/NASA    | EEI                           | Kennedy LC-39A      | Golfo do México                   |            | [ 42 ] [ 43 ]        |
| 340                                                         | 15.09.2023 15:44:35 UTC | 06.04.2024 07:17 UTC       | 203d 15h 32m 25s | Soyuz MS-24 | Soyuz MS No. 755              | Baikonur 31/6       | 147 km SE de Dzheskasgan          |            | [ 44 ]               |
| 340                                                         | 1 anos                  | 1 anos                     | 203d 15h 32m 25s | CEAER       | EEI                           | Baikonur 31/6       | 147 km SE de Dzheskasgan          |            | [ 44 ]               |
| 341                                                         | 26.10.2023 03:14:02 UTC | 30.04.2024 09:46:06 UTC    | 187d 06h 32m 04s | Shenzhou 17 | Shenzhou-17                   | Jiuquan LA-4/SLS-1  | Dongfeng                          |            | [ 45 ]               |
| 341                                                         | 26.10.2023 03:14:02 UTC | 30.04.2024 09:46:06 UTC    | 187d 06h 32m 04s | CMSA        | EET                           | Jiuquan LA-4/SLS-1  | Dongfeng                          |            | [ 45 ]               |
| 2024                                                        |                         |                            |                  |             |                               |                     |                                   |            |                      |
| 342                                                         | 17.01.2024 21:49 UTC    | 09.02.2024 13:30 UTC       | 21d 15h 40m 49s  |             | Freedom (C 212.3)             | Kennedy LC-39A      | Oceano Atlântico Norte            |            | [ 46 ]               |
| 342                                                         | 1 anos                  | 1 anos                     | 21d 15h 40m 49s  | SpX/NASA    | EEI                           | Kennedy LC-39A      | Oceano Atlântico Norte            |            | [ 46 ]               |
| 343                                                         | 03.03.2024 03:53:38 UTC | 25.10.2024 07:29:02 UTC    | 235d 03h 35m 24s |             | Endeavour (C.206.5)           | Kennedy LC-39A      | Golfo do México                   |            | [ 47 ]               |
| 343                                                         | 1 anos                  | 0 anos                     | 235d 03h 35m 24s | SpX/NASA    | EEI                           | Kennedy LC-39A      | Golfo do México                   |            | [ 47 ]               |
| 344                                                         | 23.03.2024 12:36:10 UTC | 23.09.2024 11:58:16 UTC    | 183d 23h 22m 06s | Soyuz MS-25 | Soyuz MS No. 756              | Baikonur 31/6       | 147 km SE de Dzheskasgan          |            | [ 48 ]               |
| 344                                                         | 1 anos                  | 0 anos                     | 183d 23h 22m 06s | CEAER       | EEI                           | Baikonur 31/6       | 147 km SE de Dzheskasgan          |            | [ 48 ]               |
| 345                                                         | 25.04.2024 12:58:55 UTC | 03.11.2024 17:24:27 UTC    | 192d 04h 25m 27s | Shenzhou 18 | Shenzhou-18                   | Jiuquan LA-4/SLS-1  | Dongfeng Zhuoluchang              |            | [ 49 ]               |
| 345                                                         | 1 anos                  | 0 anos                     | 192d 04h 25m 27s | CMSA        | EET                           | Jiuquan LA-4/SLS-1  | Dongfeng Zhuoluchang              |            | [ 49 ]               |
| 346                                                         | 05.06.2024 14:52:15 UTC | 07.09.2024 04:01:35 UTC    | 93d 13h 09m 20s  | Boe-CFT     | Calypso (SC 3.2)              | Kennedy SLC-41      | White Sands                       |            | [ 50 ]               |
| 346                                                         | 1 anos                  | 0 anos                     | 93d 13h 09m 20s  | Boeing/NASA | EEI                           | Kennedy SLC-41      | White Sands                       |            | [ 50 ]               |
| 347                                                         | 10.09.2024 09:23:49 UTC | 15.09.2024 07:37:10 UTC    | 4d 22h 13m 41s   |             | Resilience (C207.3)           | Kennedy LC-39A      | Nordeste de Key West, Flórida     |            | [ 51 ]               |
| 347                                                         | 0 anos                  | 0 anos                     | 4d 22h 13m 41s   | SpX         | OTA                           | Kennedy LC-39A      | Nordeste de Key West, Flórida     |            | [ 51 ]               |
| 348                                                         | 11.09.2024 16:23:12 UTC | 20.04.2025 01:20:44 UTC    | 220d 08h 57m 32s | Soyuz MS-26 | Soyuz MS No. 757              | Baikonur 31/6       | SE de Dzheskasgan                 |            | [ 52 ]               |
| 348                                                         | 0 anos                  | 0 anos                     | 220d 08h 57m 32s | CEAER       | EEI                           | Baikonur 31/6       | SE de Dzheskasgan                 |            | [ 52 ]               |
| 349                                                         | 28.09.2024 17:17:20 UTC | 18.03.2025 21:57:07.27 UTC | 171d 04h 39m 46s |             | Crew Dragon Freedom           | Kennedy LC-39A      | Golfo do México                   |            | [ 53 ]               |
| 349                                                         | 0 anos                  | 0 anos                     | 171d 04h 39m 46s | Spx/NASA    | EEI                           | Kennedy LC-39A      | Golfo do México                   |            | [ 53 ]               |
| 350                                                         | 29.10.2024 20:27:34 UTC | 30.04.2025 05:08:14 UTC    | 182d 08h 40m 40s | Shenzhou 19 | Shenzhou-19                   | Jiuquan LA-4/SLS-1  | 41° 12' 50" N 101° 04' 09" E      |            | [ 54 ]               |
| 350                                                         | 0 anos                  | 0 anos                     | 182d 08h 40m 40s | CMSA        | EET                           | Jiuquan LA-4/SLS-1  | 41° 12' 50" N 101° 04' 09" E      |            | [ 54 ]               |
| 2025                                                        |                         |                            |                  |             |                               |                     |                                   |            |                      |
| 352                                                         | 01.04.2025 01:46:50 UTC | 04.04.2025 16:19 UTC       | 3d 14h 32m 10s   | Fram2       | Resilience (D2 C207.4)        | Kennedy LC-39A      | Perto da Costa da Flórida         |            | [ 55 ]               |
| 352                                                         | 0 anos                  | 0 anos                     | 3d 14h 32m 10s   | SpaceX      | Órbita polar                  | Kennedy LC-39A      | Perto da Costa da Flórida         |            | [ 55 ]               |
| 355                                                         | 25.06.2025 06:31:53 UTC | 15.07.2025 09:31:36 UTC    | 20d 02h 59m 45s  | Ax-4        | Grace                         | Kennedy LC-39A      |                                   |            | [ 56 ]               |
| 355                                                         | 0 anos                  | 0 anos                     | 20d 02h 59m 45s  | Spx/Axiom   | EEI                           | Kennedy LC-39A      |                                   |            | [ 56 ]               |

Legenda:
     Missões com turistas espaciais.
     Missões lançadas sem tripulação.

## Missões atuais
32 missões completas
Shenzhou 18
| Nº  | Lançamento              | Aterrissagem | Duração                 | Missão      | Nave Destino       | Local de lançamento | Local de aterrissagem | Tripulação | Ref.   |
| --- | ----------------------- | ------------ | ----------------------- | ----------- | ------------------ | ------------------- | --------------------- | ---------- | ------ |
| 351 | 14.03.2025 23:03:48 UTC |              | 152 dia(s) e 4 hora(s)  |             | Endurance (C210.4) | Kennedy LC-39A      |                       |            | [ 57 ] |
| 351 | 14.03.2025 23:03:48 UTC | Spx/NASA     | 152 dia(s) e 4 hora(s)  | EEI         |                    | Kennedy LC-39A      |                       |            | [ 57 ] |
| 353 | 08.04.2025 05:47:15 UTC |              | 127 dia(s) e 22 hora(s) | Soyuz MS-27 | Soyuz MS No. 758   | Baikonur 31/6       |                       |            | [ 58 ] |
| 353 | 08.04.2025 05:47:15 UTC | CEAER        | 127 dia(s) e 22 hora(s) | EEI         |                    | Baikonur 31/6       |                       |            | [ 58 ] |
| 354 | 24.04.2025 09:17:31 UTC |              | 111 dia(s) e 18 hora(s) | Shenzhou 20 | Shenzhou-20        | Jiuquan LA-4/SLS-1  |                       |            | [ 59 ] |
| 354 | 24.04.2025 09:17:31 UTC | CMSA         | 111 dia(s) e 18 hora(s) | EET         |                    | Jiuquan LA-4/SLS-1  |                       |            | [ 59 ] |